# Prawa spektroskopii Kirchhoffa

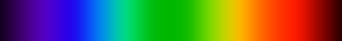
Widmo ciągłe

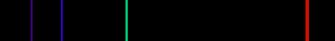
Linie emisyjne

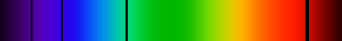
Linie absorpcyjne

Prawa spektroskopii Kirchhoffa – trzy doświadczalne prawa spektroskopii sformułowane przez Gustava Kirchhoffa.
Prawa we współczesnej formie:
1. Rozgrzane ciało stałe emituje światło o ciągłym widmie.
2. Rozgrzany rozrzedzony gaz emituje światło z liniami emisyjnymi o określonych długościach fali (kolorach), które zależą od poziomów energii atomów w tym gazie.
3. Rozgrzane ciało stałe otoczone przez chłodniejszy rozrzedzony gaz emituje niemal ciągłe spektrum, które posiada linie absorpcyjne (spektroskopia absorpcyjna) o określonych długościach fali odpowiadających odpowiednim poziomom energii w atomach gazu.

## Tło historyczne

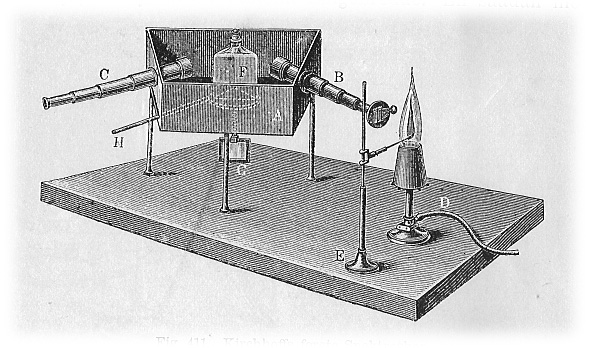
Spektroskop Kirchhoffa

Gustav Kirchhoff wniósł fundamentalny wkład w teorię ciepła i promieniowania cieplnego, w 1859 r. formułuje prawa  promieniowa cieplnego, w którym stwierdza, że dla ciał utrzymywanych w stałej temperaturze i dla światła o danej długości fali, stosunek mocy emisyjnej do współczynnika absorpcji jest uniwersalną funkcją długości fali i temperatury. Mówiąc wprost, materiały, które silnie pochłaniają światło o określonej długości fali, muszą również silnie emitować światło o tej długości fali, i podobnie jest w przypadku materiałów, które pochłaniają/emitują tylko słabo lub wcale. Z tego wynika, że materiały, które są nieprzezroczyste lub przynajmniej pochłaniają skończoną część padającego światła o wszystkich długościach fal, muszą, po dostatecznym podgrzaniu, emitować ciągłe widmo. Kirchhoff zauważył, że z powyższego wynika także, że jeśli świecący gaz daje liniowe widmo, a przez ten chłodny gaz przechodzi promieniowanie o widmie ciągłym, to w widmie tym pojawią się ciemne linie dokładnie w tych miejscach widma, w których znajdują się jasne linie świecącego gazu. Kirchhoff przedstawia tę zasadę jako podstawę do wyjaśnienia występowania linii Fraunhofera w widmie Słońca i analizy chemicznej atmosfery Słońca. Na potwierdzenie tego powtórzył obserwację Foucaulta, przepuszczając światło słoneczne przez płomień zabarwiony sodem, wskazał zanik ciemnych linii D w widmie słoneczny. 
Prawa spektroskopii Kirchhoffa są początkiem nauki zwanej spektroskopią. Według niektórych relacji Kirchhoff odwiedził laboratorium Bunsena, badającego sole w płomieniu skonstruowanego przez siebie palnika, nadające płomieniowi specyficzną barwę. Bunsen analizował wpływ soli na płomień przez oglądanie emitowanego światła przez kolorowe szkła. Kirchhoff zasugerował, by przepuścić światło płomienia przez pryzmat rozkładając je w widmo. Skonstruowali spektroskop zauważyli, że każdy pierwiastek ma określone widmo, które można zobaczyć, zapisać i zmierzyć. W opisach doświadczeń Kirchhoff opisuje promieniowanie ciał stałych oraz gazów, a także pojawianie się ciemnych linii w spektrum gdy światło przechodzi przez gaz. Stwierdzenia te nazwano później prawami spektroskopii Kirchhoffa. Kirchhoff i Bunsen napisali wkrótce potem, że analiza spektralna daje nowe możliwość chemicznego badania substancji. Badając sole pozostałe po odparowaniu wody mineralnej, Kirchhoff i Bunsen zobaczyli niebieskie linie widmowe pochodzące od nieznanego pierwiastka, który nazwali cezem. Porównując widma, uświadomili sobie znaczenie tej metody dla badań składu chemicznego Słońca i innych ciał niebieskich. W 1861 r. nadal porównując linie widmowe pierwiastków z liniami widma słonecznego, odkryli w widmie słonecznym hel. 